# 巴伊罗
巴伊罗（義大利語：Bairo），是意大利皮埃蒙特大区都靈廣域市的一个市镇。人口819(2010年12月31日)。